# Formula 3 Euro Series 2006
F3 Euroseries-säsongen 2006 kördes över 20 race med skotten Paul di Resta som vinnare.

## Delsegrare
| Datum           | Bana           | Vinnare           | Vinnare             |
| --------------- | -------------- | ----------------- | ------------------- |
| 8-9 april       | Hockenheimring | Kohei Hirate      | Sebastian Vettel    |
| 29-30 april     | Lausitzring    | Esteban Guerrieri | Kazuki Nakajima     |
| 20-21 maj       | Oschersleben   | Paul di Resta     | Sébastien Buemi     |
| 1-2 juli        | Brands Hatch   | Paul di Resta     | Peter Elkmann       |
| 22-23 juli      | Norisring      | Paul di Resta     | Giedo van der Garde |
| 19-20 augusti   | Nürburgring    | Sebastian Vettel  | Sebastian Vettel    |
| 2-3 september   | Zandvoort      | Paul di Resta     | Charlie Kimball     |
| 23-24 september | Catalunya      | Sebastian Vettel  | Richard Antinucci   |
| 14-15 oktober   | Le Mans        | Paul di Resta     | Richard Antinucci   |
| 28-29 oktober   | Hockenheimring | Esteban Guerrieri | Jonathan Summerton  |

## Slutställning
| Plats | Förare              | Poäng |
| ----- | ------------------- | ----- |
| 1     | Paul di Resta       | 86    |
| 2     | Sebastian Vettel    | 75    |
| 3     | Kohei Hirate        | 61    |
| 4     | Esteban Guerrieri   | 58    |
| 5     | Richard Antinucci   | 38    |
| 6     | Giedo van der Garde | 37    |
| 7     | Kazuki Nakajima     | 36    |
| 8     | Kamui Kobayashi     | 34    |
| 9     | Jonathan Summerton  | 32    |
| 10    | Guillaume Moreau    | 32    |
| 11    | Charlie Kimball     | 31    |
| 12    | Sébastien Buemi     | 31    |
| 13    | Romain Grosjean     | 19    |
| 14    | Peter Elkmann       | 14    |
| 15    | Michael Herck       | 12    |
| 16    | James Jakes         | 7     |
| 17    | Roberto Streit      | 4     |
| 18    | Tim Sandtler        | 1     |
| 19    | João Urbano         | 1     |
| 20    | Yelmer Buurman      | 1     |

## Rookiemästerskapet

### Delsegrare
| Bana         | Vinnare            | Vinnare            |
| ------------ | ------------------ | ------------------ |
| Hockenheim   | Kamui Kobayashi    | Kamui Kobayashi    |
| Lausitzring  | Jonathan Summerton | Jonathan Summerton |
| Oschersleben | Kamui Kobayashi    | Kamui Kobayashi    |
| Brands Hatch | Kamui Kobayashi    | Kamui Kobayashi    |
| Norisring    | Jonathan Summerton | Kamui Kobayashi    |
| Nürburgring  | Kamui Kobayashi    | Kamui Kobayashi    |
| Zandvoort    | Kamui Kobayashi    | Tim Sandtler       |
| Barcelona    | Kamui Kobayashi    | Tim Sandtler       |
| Le Mans      | Jonathan Summerton | Jonathan Summerton |
| Hockenheim   | Jonathan Summerton | Jonathan Summerton |

## Slutställning
| Plats | Förare             | Poäng |
| ----- | ------------------ | ----- |
| 1     | Kamui Kobayashi    | 119   |
| 2     | Jonathan Summerton | 107   |
| 3     | Tim Sandtler       | 103   |
| 4     | João Urbano        | 53    |